# Geschichte des Schweizer Rollhockeys 1939–1945
Die Geschichte des Schweizer Rollhockeys beginnt Anfang des 20. Jahrhunderts. Nach einer ersten Meisterschaft 1910 in Genf wurde im Januar 1911 dort die «Fédération suisse de hockey sur patins à Roulettes» gegründet. In Montreux wurde ebenfalls 1911 der erste Schweizer Rollhockeyverein gegründet, der HC Montreux gehört damit weltweit zu den ältesten Vereinen dieses Sports.
Mehr als ein Jahrzehnt später, im Jahr 1924, wurde der Rollsportverband (SRV) gegründet, der nach dem Zweiten Weltkrieg auch die Rollhockeyaner beheimatete. Dieser Verband existiert bis heute und organisiert die Rollkunstlauf- und Speedskating-Wettbewerbe. Oftmals wird das Startdatum der Schweizer Meisterschaft aufgrund eines Presseartikels von 1932 auf dieses Jahr datiert, doch es gab nachweislich bereits ab 1910 Meisterschaftsbetrieb im Schweizer Rollhockey, wenn auch mit Unterbrüchen. Ab 1947 übernahm der neu gegründete Schweizerische Rollhockey-Verband SRHV die Ausrichtung der Meisterschaften und Pokalwettbewerbe.

## Kriegsausbruch
Über die Jahre unmittelbar nach Kriegsausbruch war in der Presse wenig zu lesen. Das Kriegsgeschehen prägte auch die Pressemeldungen. So ist auch in einer Abfassung des RC Zürich zur Geschichte des Clubs zu lesen, dass man während der „Aktivdienstzeit“ nur mit einem „Rumpfteam“ antreten konnte. Doch das Schweizer Rollhockey kam nicht zum Stillstand, auch in den ersten beiden Kriegsjahren 1939 und 1940 wurde der Montreux HC Schweizermeister. Es wurde demnach eine Meisterschaft gespielt. 1941 wurde mit dem RHC Lausanne ein neuer Verein gegründet. An der Gründungsversammlung stellte der damalige Nationaltorhüter M. Emile Crosa den Anwesenden den Rollhockeysport vor.
Aus der Presse war auch zu vernehmen, dass es Ende März 1940 eine Begegnung zwischen der Schweiz und Italien gab. Diese fand im Hallenstadion statt. Die Schweizer Nationalmannschaft setzte sich aus den besten Spielern aus Montreux und Zürich zusammen. Italien siegte mit 7:1, die Zürcher Auswahl bezwangen sie am Vortag mit 8:1.
Im April 1941 empfing der Montreux HC als Schweizer Meister den französischen Champion Lyon H.C. zum Gastspiel. Die beiden Mannschaften absolvierten zwei Spiele, wobei Montreux siegte. Montreux machte sich im Dezember auch auf nach Lyon, wo sie im Palais d’hiver 3:2 gewannen. Dies sollten die letzten bekannten, internationalen Rollhockeyspiele während des Krieges bleiben.

## 1942 – Der Zürcher RSC Meister
Auch in den Kriegsjahren war der Montreux HC in der Schweizer Meisterschaft wie auch seit der ersten SRV-Meisterschaft 1924 dominant. Im Jahr 1942 gewann dann der Zürcher RSC den Meistertitel. Der Roller Club Zürich erwähnt in seiner Geschichtsschreibung, dass der Zürcher RSC Montreux bezwungen habe, doch der Roller seinerseits mit einem Sieg über den RSC ein Entscheidungsspiel um den Meistertitel verhindert habe. Die Gazette de Lausanne und das Journal de Genève vermeldet hingegen, dass ein solches Entscheidungsspiel zu erwarten sei, da anlässlich der ausserordentlichen Delegiertenversammlung zwei Proteste zum letzten Spieltag eingegangen seien. Dass es zu einem Entscheidungsspiel in Olten kommen sollte, welches auch in der Tribune de Lausanne erwähnt wird, war klar. Doch die Tribune de Lausanne vermeldete am 28. Oktober, dass der Verband die Reglemente so ausgelegt habe, dass der Zürcher RSC ohne Entscheidungsspiel Meister sei. Das bestätigen anschliessend die Zeitungen Die Tat und die Tribune de Lausanne.

## Neue Clubs in Zürich
Dass Zürich in der Kriegszeit das Rollhockeyzentrum der Schweiz war, lässt sich anhand des Palmarès von Montreux heute kaum mehr erahnen. Eine Vielzahl von Mannschaften waren in den Kriegsjahren in Zürich aktiv. 1942 wurden mit Fortuna und Rollsport zwei neue Zürcher Clubs in den SRV aufgenommen. So waren folgende Zürcher Clubs in den Kriegsjahren in der Schweizer Meisterschaft: Zürcher Rollschuh-Klub (Zürcher RSC oder Zürich RSC genannt), Roller-Klub Zürich (Roller Club Zürich oder Roller Zürich), Rollsport Fortuna Zürich (Fortuna oder Rollsport Fortuna), RC/HC Élite Zürich (Elite oder Élite Zürich) und der Rollsport-Klub Zürich (Rollsport Zürich, RSC Zürich). Neben diesen fünf Clubs gab es in Zürich Ende der 1950er Jahre noch den Verein Roll- und Eis Zürich, der auch Rollhockey betrieben hat.
Doch die Dominanz von Zürich währte nur kurz. Im Jahr 1943 konnte der Montreux HC dann den Schweizer Meistertitel in der Meisterschafts-Endrunde holen. Die an einem Turnier ausgespielte Meisterrunde schlossen sie vor Genf H.C und dem Zürcher RSC sowie dem RS Basel ab.

## 20 Jahre SRV und die Aufnahme in den SLL
Ins Rollhockeyjahr 1944 startete der Zürcher RSC gegen Montreux mit einem fulminanten Sieg. «Die Revanchepartie», wie die Zeitung Die Tat am 10. April vermerkte, ging mit 7:2 an das Heimteam, womit sich die Zürcher für die verlorene Meisterschaft 1943 revanchierten. Letztlich sicherte sich der Montreux HC den Titel 1944. Montreux B nahm ebenfalls an der Finalrunde der besten vier Teams teil.
Für das 20-jährige Bestehen des SRV waren ursprünglich Feierlichkeiten am 8. April 1944 in Montreux geplant. Diese wurden aber nach dem heutigen Wissensstand so nicht abgehalten. Das Jubiläum wurde in Zürich gefeiert. Das Highlight, neben Showlaufen und einem Jubiläumsball, bildete das Rollhockeyspiel zwischen der Deutschschweiz und der Westschweiz in der Stadthalle. Es war zu dieser Zeit durchaus üblich, dass Rollhockeyspiele und Kunstlaufevents sowie verschiedene Schnelllaufrennen zeitgleich abgehalten wurden. Die Veranstaltung verlief nach Darstellung des Journalisten jedoch nicht so erfolgreich wie geplant. Bloss 500 bis 600 Personen hätten den Weg in die Halle gefunden. Am Samstagnachmittag massen sich fünf Mannschaften miteinander. Élite Zürich schaffte es nur auf Rang fünf, womit sich die Mannschaft nicht für die abendlichen Finalspiele qualifizierte. Diese absolvierten nach der Begrüssung von SRV-Präsident Arnold Wehrle Roller Zürich und der RS Basel um den 3. Rang (2:5) und der Zürcher RSC gegen den Montreux HC um den Turniersieg. Die Partie entschied der Montreux HC mit 10:9 (5:7) für sich, weil die Waadtländer die Partie in der zweiten Halbzeit drehten. Das Duell zwischen der Deutsch- und Westschweiz ging mit 9:5 an die Deutschschweizer. Arnold Wehrle wurde erst 1943 an einer ausserordentlichen Delegiertenversammlung zum Präsidenten des SRV ernannt. Damals wurde das gesamte Komitee erneuert und man erhoffte sich von den neuen Personen mehr Elan für die Entwicklung der Sportarten. Die Meinungsverschiedenheiten und die unterschiedlichen Auffassungen zwischen Clubs und Zentralvorstand zeichneten sich schon 1942 ab. Die Gazette de Lausanne schrieb von einer angestrebten Statutenänderung, die keinem Club zu viel Einfluss gewähren sollte. Montreux veranstaltete Anfang November ein Turnier, das wiederum die Begegnungen zwischen den Westschweizern und den Deutschschweizern auf dem Programm hatte. Eine erste Partie endete 5:5 unentschieden, die zweite Begegnung entschieden die Romands mit 7:3 für sich.
Neben dem Jubiläum vom Oktober gab es weitere Highlights in diesem Jahr. Am 5. und 6. August trug man anlässlich der Jeux de Genève ein nationales Rollhockeyturnier aus. Der Zürcher RSC entschied dieses für sich, gewann sowohl gegen den Schweizermeister Montreux wie auch das Finale gegen die Equipe des Genf HC. Der Roller Club Zürich musste sich im Spiel um Rang drei, dem Verliererfinale gegen Montreux geschlagen geben. Dies waren insofern erwähnenswert, da der Genève H.C. grosse Schwierigkeiten mit einer Rollhockeypiste hatte. Der Club, der sich zuerst Carouge H.C, dann Servette H.C. und im Endeffekt Genève H.C. nannte, hatte keine adäquate bespielbare Piste und musste alle Spiele auswärts bestreiten. Dieses Problem sollte sich auch 1945 noch nicht gelöst haben, doch für die Jeux de Genève wurde jeweils eine Rink bereitgestellt.
Ein wichtiger Schritt gelang dem SRV 1944 auch mit der Aufnahme in den Schweiz. Landesverbandes für Leibesübungen. Seither ist Rollsport und Rollhockey ein Bestandteil des Schweizer Sportsystems.

## Neuer Meisterschaftsmodus
Die Zürcher Dominanz betreffend der Anzahl an Mannschaften und Clubs zeigte sich vor allem auch, als ab 1945 ein neuer Modus für die Schweizer Meisterschaft eingeführt wurde. Die Austragung 1945 wurde in zwei Serien organisiert. Eine Spezialkommission für den Meisterschaftsmodus wurde damit bereits im Vorjahr beauftragt. In der Serie A spielten Montreux HC A, Montreux HC B, Zürcher Rollschuhclub, Roller Zürich und Rollsport Fortuna. Die zweite Liga (Serie B) bildeten der Genève HC, der RS Basel, Élite Zürich, Rollsport Zürich, Zürcher Rollschuhclub B und eventuell sogar Roller Zürich B und Rollsport Fortuna B.

## Zurück zur Normalität mit dem Coupe des Nations
Mit dem Jahr 1945 kam auch der Coupe des Nations, das traditionelle Osterturnier des Montreux HC zurück ins Programm des Rollhockeykalenders. Zwar waren in der Ausgabe 1945 nur Schweizer Mannschaften mit von der Partie. Als sportlicher Höhepunkt und Feier anlässlich des beendeten Weltkrieges können die Partien zwischen der Schweiz und Frankreich bezeichnet werden, die am 24. Juni im Rahmen der Jeux de Genève durchgeführt wurden. Frankreich wurde durch den F.C. Lyon vertreten, der nur internationale Spieler im Kader hatte. Außerdem war Montreux zu Gast, das Lyon im Finale 6:2 schlagen konnte.
Kurz nach dem Ende des Weltkrieges und vor dem Jahreswechsel starb mit Laurent Cormier ein Pionier des Schweizer Rollhockeys und des Schweizer Rollsports. Dieser gründete 1910 die American Skating Rink in Genf, wo die ersten Rollhockeyspiele ausgetragen wurden.

## Die Meister der Kriegsjahre im Überblick
- 1939 Montreux HC[51]
- 1940 Montreux HC[52]
- 1941 Montreux HC[53]
- 1942 Zürcher RSC[54][55]
- 1943 Montreux HC[56][57]
- 1944 Montreux HC[58]
- 1945 Montreux HC[59]

### Meisterschaft 1939
| Datum           | Ort      | Heim        | Auswärts      | Resultat | Quellen       |
| 1./2. Juli 1939 | Montreux | Montreux HC | Zürcher RSC   | 3:2      | [ 60 ] [ 61 ] |
| 1./2. Juli 1939 | Montreux | Montreux HC | Roller Zürich | 4:0      | [ 62 ] [ 61 ] |

Aufgrund dieser Resultate kann davon ausgegangen werden, dass der Montreux HC Schweizer Meister wurde.

#### Suter-Cup Zürich Waidberg (nicht Meisterschaft)
| Datum | Ort             | Heim        | Auswärts      | Resultat                  | Quellen |
| ?     | Zürich Waidberg | Zürcher RSC | Roller Zürich | 6:4                       | [ 63 ]  |
| ?     | Zürich Waidberg | Biel        | Roller Zürich | Zweistelliger Sieg Roller | [ 63 ]  |
| ?     | Zürich Waidberg | Zürcher RSC | Biel          | 8:1                       | [ 63 ]  |

### Meisterschaft 1940
| Datum             | Ort      | Heim        | Auswärts      | Resultat | Quellen              |
| 23./24. März 1940 | Montreux | Montreux HC | Roller Zürich | 8:1      | [ 64 ] [ 65 ] [ 66 ] |
| 23./24. März 1940 | Montreux | Montreux HC | Zürcher RSC   | 6:1      | [ 64 ]               |

Der Montreux HC wurde 1940 Meister, steht in der Gazette de Lausanne vom 14. April 1941.

#### Nationalmannschaft
| Datum             | Ort      | Heim    | Auswärts                  | Resultat | Quellen       |
| 23./24. März 1940 | Montreux | Schweiz | Selektion Zürich/Montreux | 6:1      | [ 65 ] [ 66 ] |

Schweiz - Italien Spiele
| Datum         | Ort    | Heim        | Auswärts | Resultat | Quelle        |
| 30. März 1940 | Zürich | Zürcher RSC | HC Milan | 1:8      | [ 68 ] [ 69 ] |
| 31. März 1940 | Zürich | Schweiz     | Italien  | 1:7      | [ 68 ] [ 69 ] |

### Meisterschaft 1941
| Datum                  | Ort      | Heim           | Auswärts      | Resultat             | Quellen       |
| 17./18. Mai 1941       | Montreux | Montreux HC I  | Genève HC     | 9:1/10:1             |               |
| 17./18. Mai 1941       | Montreux | Montreux HC II | Zürcher RSC   | 0:11/ 0:10           |               |
| 17./18. Mai 1941       | Montreux | Genève HC      | Montreux II   | 6:4                  | [ 72 ]        |
| 17./18. Mai 1941       | Montreux | Montreux HC II | Roller Zürich | 2:7                  | [ 70 ] [ 71 ] |
| 17./18. Mai 1941       | Montreux | Montreux HC I  | Zürcher RSC   | 10:5                 | [ 73 ]        |
| 17./18. Mai 1941       | Montreux | Montreux HC II | Genève HC     | 2:2                  | [ 73 ]        |
| 17./18. Mai 1941       | Montreux | Montreux HC I  | Roller Zürich | 12:2                 | [ 73 ]        |
| 24./25. September 1941 | Zürich   | Roller Zürich  | Montreux I    | 0:13                 | [ 74 ] [ 75 ] |
| 24./25. September 1941 | Zürich   | Zürcher RSC    | Montreux I    | 3:9 (2000 Zuschauer) | [ 74 ] [ 75 ] |

#### Schlusstabelle 1941
| Rang              |
| 1. Montreux HC    |
| 2. Zürcher RSC    |
| 3. Genève HC      |
| 4. Roller Zürich  |
| 5. Montreux HC II |
| 6. RS Basel       |
| 7. Olten          |
| 7. Biel           |

#### Montreux HC gegen Lyon
| Datum                 | Ort  | Heim      | Auswärts    | Resultat | Quelle |
| 13./14. Dezember 1941 | Lyon | Lyon FC A | Montreux HC | 2:3      | [ 77 ] |
| 13./14. Dezember 1941 | Lyon | Lyon FC B | Montreux HC | 4:8      | [ 77 ] |

### Meisterschaft 1942

#### Vorrunde Westschweiz 1942
| Datum           | Ort      | Heim           | Auswärts       | Resultat    | Quellen |
| 29. August 1942 | Montreux | Montreux HC I  | Genève HC      | 18:3        | [ 78 ]  |
| 29. August 1942 | Montreux | Montreux HC I  | Montreux HC II | 11:1        | [ 78 ]  |
| 29. August 1942 | Montreux | Montreux HC II | Genève HC      | 2:9         | [ 78 ]  |
| 30. August 1942 | Montreux | Montreux HC II | Genève HC      | 3:3         | [ 78 ]  |
| 30. August 1942 | Montreux | Montreux HC II | Montreux I     | 3:3         | [ 78 ]  |
| 30. August 1942 | Montreux | Montreux I     | Genève HC      | 5:0 Forfait | [ 78 ]  |

#### Vorrunde Zürich 1942
| Datum             | Ort    | Heim           | Auswärts       | Resultat | Quellen |
| 8./9. August 1942 | Zürich | Roller Zürich  | Fortuna Zürich | 11:1     | [ 79 ]  |
| 8./9. August 1942 | Zürich | Fortuna Zürich | Roller Zürich  | 3:5      | [ 79 ]  |
| 8./9. August 1942 | Zürich | Zürcher RSC    | Roller Zürich  | 12:2     | [ 79 ]  |
|                   | Zürich | Zürcher RSC    | Elite Zürich   | 14:5     | [ 80 ]  |
|                   | Zürich | Zürcher RSC    | Fortuna Zürich | 13:1     | [ 80 ]  |
|                   | Zürich | Zürcher RSC    | Roller Zürich  | 3:1      | [ 80 ]  |

#### Finalrunde 1942
Der Genf HC gab für die Finalspiele forfait und trat nicht an. Der Montreux HC hatte keine Piste zur Verfügung, weshalb das Heimspiel und das Auswärtsspiel in Zürich stattgefunden hätten. Die NZZ vermeldete aber, dass der zweite Teil der Finalrunde in Montreux stattfinden würde. Abschliessend kann nicht geklärt werden, ob eine zweite Runde stattfand. Sicherlich waren aber der Zürcher RSC und der Montreux HC nach Abschluss der Finalrunde punktgleich. Eine Entscheidungspartie um den Titel zwischen dem Zürcher RSC und dem Montreux HC sollte in Olten ausgetragen werden, vermeldete zuerst die Tribune de Lausanne. Ebenso berichtete die Gazette de Lausanne und das Journal de Genève von einer ausserordentlichen Delegiertenversammlung, anlässlich der wurde der Präsident ausgetauscht, zudem wurden zwei Proteste zum letzten Spieltag hinterlegt. Ebenso wurde ein Entscheidungsspiel in Betracht gezogen. Punktegleichheit nach allen Finalrundenspielen. Die Tribune de Lausanne vermeldet am Ende, dass der Zürcher RSC (im Originaltext fälschlicherweise R.C. Zürich) einem Entscheidungsspiel zugestimmt hätte, der Verband hätte die Reglemente so ausgelegt, dass der Zürcher RSC Meister war.
| Datum                  | Ort    | Heim          | Auswärts    | Resultat | Quellen              |
| 12./13. September 1942 | Zürich | Roller Zürich | Montreux HC | 4:7      | [ 85 ] [ 86 ] [ 87 ] |
| 12./13. September 1942 | Zürich | Roller Zürich | Montreux HC | 0:5      | [ 85 ] [ 86 ] [ 87 ] |
| 12./13. September 1942 | Zürich | Zürcher RSC   | Montreux HC | 6:4      | [ 85 ] [ 86 ] [ 87 ] |
| 12./13. September 1942 | Zürich | Zürcher RSC   | Montreux HC | 3:6      | [ 85 ] [ 86 ] [ 87 ] |

| Rang | Mannschaft    |
| ---- | ------------- |
| 1.   | Zürcher RSC   |
| 2.   | Montreux HC   |
| 3.   | Roller Zürich |

### Meisterschaft 1943

#### Vorrunde 1943
| Datum          | Ort      | Heim        | Auswärts       | Resultat | Quellen       |
| 25. Juli 1943  | Montreux | Montreux HC | Genève HC      | 8:3      | [ 88 ] [ 89 ] |
| 1. August 1943 | Zürich   | Zürcher RSC | Roller Zürich  | 6:5      | [ 90 ]        |
| 1. August 1943 | Zürich   | Zürcher RSC | Fortuna Zürich | 5:0      | [ 90 ]        |

#### Finalrunde 1943
| Datum              | Ort      | Heim        | Auswärts    | Resultat  | Quellen                                   |
| 25. September 1943 | Basel    | RS Basel    | Montreux HC | 2:13/3:13 | [ 92 ] [ 93 ] [ 94 ] [ 95 ] [ 96 ] [ 97 ] |
| 25. September 1943 | Zürich   | Zürcher RSC | Genève HC   | 3:3       | [ 91 ] [ 93 ] [ 94 ] [ 95 ] [ 97 ] [ 96 ] |
| 26. September 1943 | Basel    | RS Basel    | Genève HC   | 1:3       | [ 93 ] [ 94 ] [ 95 ] [ 97 ] [ 96 ]        |
| 26. September 1943 | Zürich   | Zürcher RSC | Montreux HC | 1:5       | [ 93 ] [ 95 ] [ 97 ] [ 96 ] [ 98 ] [ 99 ] |
| 2. Oktober 1943    | Montreux | Zürcher RSC | Genève HC   | 3:2       | [ 100 ] [ 101 ] [ 102 ]                   |
| 2. Oktober 1943    | Montreux | Montreux HC | RS Basel    | 13:1      | [ 100 ] [ 103 ] [ 104 ] [ 102 ]           |
| 3. Oktober 1943    | Montreux | RS Basel    | Genève HC   | 2:8       | [ 100 ] [ 103 ] [ 104 ] [ 102 ]           |
| 3. Oktober 1943    | Montreux | Montreux HC | Zürcher RSC | 6:2       | [ 100 ] [ 101 ] [ 102 ]                   |

#### Schlusstabelle 1943
| Rang             |
| 1. Montreux HC   |
| 2. Genève HC     |
| 3. Zürcher RSC   |
| 4. Roller Zürich |

Belege zu der Schlusstabelle sind in der Tat und im Journal de Genève zu finden.

#### Jeux de Genève
Anlässlich der Jeux de Genève wurde ein Rollhockeyturnier organisiert. Die beiden Rollhockey- und Sportlegenden Otto Mayer und Fred Renkiewitz nahmen an der „gelungenen Veranstaltung“ teil.
| Datum          | Ort       | Heim        | Auswärts      | Resultat |                                 |
| 7. August 1943 | Genf      | Montreux HC | Roller Zürich | 6:5      | [ 108 ] [ 109 ] [ 110 ] [ 111 ] |
| 7. August 1943 | Genf      | Zürcher RSC | Genève HC     | 5:2      | [ 108 ] [ 109 ] [ 110 ] [ 111 ] |
| 7. August 1943 | Um Rang 3 | Genève HC   | Roller Zürich | 6:5      | [ 108 ] [ 109 ] [ 110 ] [ 111 ] |
| 7. August 1943 | Finale    | Montreux HC | Zürcher RSC   | 5:3      | [ 108 ] [ 109 ] [ 110 ] [ 111 ] |

#### Elite-Cup (Zürich)
| Datum                | Ort    | Heim           | Auswärts      | Resultat | Quelle  |
| 16./17. Oktober 1943 | Zürich | Fortuna Zürich | Elite Zürich  | 7:5      | [ 112 ] |
| 16./17. Oktober 1943 | Zürich | Roller Zürich  | Zürcher RSC   | 3:4      | [ 112 ] |
| 16./17. Oktober 1943 | Zürich | Roller Zürich  | Elite Zürich  | 8:1      | [ 112 ] |
| 16./17. Oktober 1943 | Zürich | Fortuna Zürich | Zürcher RSC   | 3:5      | [ 112 ] |
| 16./17. Oktober 1943 | Zürich | Fortuna Zürich | Roller Zürich | 0:9      | [ 112 ] |
| 16./17. Oktober 1943 | Zürich | Zürcher RSC    | Elite Zürich  | 4:5      | [ 112 ] |

Schlusstabelle
| Rang | Mannschaft     |
| 1.   | Roller Zürich  |
| 2.   | Zürcher RSC    |
| 3.   | Elite Zürich   |
| 4.   | Fortuna Zürich |

### Meisterschaft 1944
Die Saison 1944 wurde in einem Übergangsmodus für die Saison 1945 gespielt. Eine Spezialgruppe war an der Delegiertenversammlung im Januar beauftragt worden, diesen auszuarbeiten. An der Meisterschaft 1944 nahmen neun Mannschaften teil. Eine Vorrunde der Westschweizer Gruppe (Montreux HC A und B, Genève HC) und zwei Zürcher Gruppen spielten die Qualifikation aus. Die Gruppensieger aus Zürich und die ersten beiden aus der Westschweizer Gruppe durften um den Titel spielen. Die Zürcher Vereine spielten eine Finalgruppe B, der Sieger dieser Gruppe durfte gegen den drittklassierten der Westschweiz um den Platz in der ersten Serie 1945 spielen. Die anderen Mannschaften haben dann 1945 die zweite Serie gebildet.

#### Vorrundenturniere West
Der Genf HC erklärte Forfait und damit waren die beiden Mannschaften aus Montreux qualifiziert.

#### Vorrundenturniere Zürich I
Einzelne Resultate zur Gruppe liegen nicht vor.
Tabelle am 22. Mai 1944:
| Rang | Mannschaft     |
| 1.   | Zürcher RSC    |
| 2.   | Elite Zürich   |
| 3.   | Fortuna Zürich |

#### Vorrundenturniere Zürich II
| Datum             | Ort                             | Heim          | Auswärts         | Resultat | Quellen         |
| 4. Juni 1944      | Zürich Albisgüetli Gruppe ZH II | RS Basel      | Rollsport Zürich | 6:1      | [ 120 ]         |
| 4. Juni 1944      | Zürich Albisgüetli Gruppe ZH II | Roller Zürich | Rollsport Zürich | 10:1     | [ 120 ]         |
| 4. Juni 1944      | Zürich Albisgüetli Gruppe ZH II | Roller Zürich | RS Basel         | 8:3      | [ 120 ]         |
| 10./11. Juni 1944 |                                 | Roller Zürich | Rollsport Zürich | 21:1     | [ 117 ] [ 121 ] |
| 10./11. Juni 1944 |                                 | RS Basel      | Rollsport Zürich | 10:0     | [ 117 ] [ 121 ] |
| 10./11. Juni 1944 |                                 | Roller Zürich | RS Basel         | 17:4     | [ 117 ] [ 121 ] |

Der Roller Zürich gewinnt diese Vorrundengruppe.
| Rang | Mannschaft       |
| 1.   | Roller Zürich    |
| 2.   | RS Basel         |
| 3.   | Rollsport Zürich |

#### Serie A
| Datum           | Ort                | Heim          | Auswärts      | Resultat | Quellen                                         |
|                 | Montreux           | Montreux HC a | Montreux HC b | 6:3      | [ 123 ]                                         |
|                 | Montreux           | Montreux HC b | Montreux HC a | ?        |                                                 |
| 16. Juli 1944   | Zürich             | Zürcher RSC   | Roller Zürich | 4:3      | [ 124 ]                                         |
| 30. Juli 1944   | Montreux           | Montreux HC b | Zürcher RSC   | 8:1      | [ 125 ] [ 126 ] [ 127 ]                         |
| 30. Juli 1944   | Montreux           | Montreux HC a | Roller Zürich | 9:3      | [ 125 ] [ 126 ] [ 127 ]                         |
| 29. Juli 1944   | Montreux           | Roller Zürich | Montreux HC b | 8:1      | [ 128 ] [ 129 ] [ 126 ] [ 130 ] [ 131 ]         |
| 29. Juli 1944   | Montreux           | Montreux HC a | Zürcher RSC   | 8:2      | [ 128 ] [ 129 ] [ 126 ] [ 130 ] [ 131 ]         |
| 12. August 1944 | Zürich             | Roller Zürich | Zürcher RSC   |          | [ 132 ]                                         |
| 26. August 1944 | Zürich Albisgüetli | Montreux HC a | Roller Zürich | 5:1      | [ 134 ] [ 135 ] [ 136 ] [ 137 ]                 |
| 26. August 1944 | Zürich Waidberg    | Montreux HC b | Zürcher RSC   | 5:11     | [ 134 ] [ 135 ] [ 136 ] [ 137 ]                 |
| 27. August 1944 | Zürich Waidberg    | Montreux HC a | Züricher RSC  | 6:4      | [ 138 ] [ 139 ] [ 134 ] [ 136 ] [ 140 ] [ 137 ] |
| 27. August 1944 | Zürich Albisgüetli | Roller Zürich | Montreux b    | 6:3      | [ 138 ] [ 139 ] [ 134 ] [ 136 ] [ 140 ] [ 137 ] |

Finales Klassement Serie A
| Rang | Mannschaft    | Punkte |
| 1.   | Montreux HC a | 12     |
| 2.   | Roller Zürich | 6      |
| 3.   | Zürcher RSC   | 4      |
| 4.   | Montreux b    | 2      |

Montreux HC b profitierte vom Verzicht des Genève HC und konnte so in der Serie A mitspielen. Der Montreux HC wurde ungeschlagen Meister.

#### Serie B
| Datum         | Ort    | Heim           | Auswärts         | Resultat | Quellen |
| 16. Juli 1944 | Zürich | Zürcher RSC II | Rollsport Zürich | 3:6      | [ 142 ] |
| 29. Juli 1944 | Zürich | Elite Zürich   | Zürcher RSC II   | 19:0     | [ 143 ] |

Teams der Serie B ohne den Genève HC: RS Basel, Elite Zürich, Fortuna Zürich, Rollsport Zürich, Zürcher RSC II.
Weitere Resultate zur Gruppe liegen nicht vor. Weil Fortuna Zürich 1945 in der Serie A spielte, muss es die Serie B gewonnen haben und sich im Entscheidungsspiel gegen den Genève HC durchgesetzt haben.

#### Jeux de Genève
Samstag 5./6. August 1944
| Datum          | Ort             | Heim          | Auswärts      | Resultat |
| 5. August 1944 | Genf 1/2 Finale | Genève HC     | Roller Zürich | 7:3      |
| 5. August 1944 | Genf 1/2 Finale | Zürcher RSC   | Montreux HC   | 5:3      |
| 5. August 1944 | Genf um 3       | Roller Zürich | Montreux HC   | 4:7      |
| 5. August 1944 | Genf Finale     | Genève HC     | Zürcher RSC   | 2:3      |

#### SRV 20 Jahre Jubiläum
Vorspiele
| Datum           | Ort                  | Heim           | Auswärts         | Resultat    |
| 7. Oktober 1944 | Hallenstadion Zürich | RS Basel       | Rollsport Zürich | 7:0         |
| 7. Oktober 1944 | Hallenstadion Zürich | Fortuna Zürich | Elite Zürich     | 3:4         |
| 7. Oktober 1944 | Hallenstadion Zürich | Zürcher RSC    | Roller Zürich    | 6:2         |
| 7. Oktober 1944 | Hallenstadion Zürich | RS Basel       | Elite Zürich     | 11:10 n. V. |

Finalspiele
| Datum           | Ort                              | Heim        | Auswärts      | Resultat |
| 7. Oktober 1944 | Hallenstadion Zürich Finale      | Montreux HC | Zürcher RSC   | 10:9     |
| 7. Oktober 1944 | Hallenstadion Zürich um 3. Platz | RS Basel    | Roller Zürich | 5:2      |

Deutschschweiz – Westschweiz
| Datum           | Ort                  | Heim           | Auswärts    | Resultat |
| 9. Oktober 1944 | Hallenstadion Zürich | Deutschschweiz | Westschweiz | 9:5      |

#### Turnier Deutschschweiz – Westschweiz
4./5. November 1944
| Datum            | Ort      | Heim           | Auswärts       | Resultat |
| 4. November 1944 | Montreux | Deutschschweiz | Westschweiz    | 5:5      |
| 5. November 1944 | Montreux | Deutschschweiz | Westschweiz    | 7:3      |
| 4. November 1944 | Montreux | Genève HC      | Montreux HC II | 9:4      |
| 5. November 1944 | Montreux | Genève HC      | Montreux HC II | 9:2      |